# 트랜스아메리카 피라미드
트랜스아메리카 피라미드(영어: Transamerica Pyramid)는 미국 캘리포니아주 샌프란시스코에 있는 고층 빌딩이다. 지상 48층, 260m의 마천루로 샌프란시스코의 랜드마크이다. 세일즈포스 타워에 이어 샌프란시스코에서 두 번째로 높은 빌딩이다.

## 개요
설계는 윌리엄 페레이라(William Pereira)가 하였다. 건물의 높이 260m로, 총 46층이다. 트랜스아메리카 코퍼레이션의 본사였지만 현재는 본사를 이전하였다. 1969년에 착공하여, 1972년에 완성했다. 같은 샌프란시스코의 뱅크 오브 아메리카 센터 (현재 이름 555 캘리포니아 스트리트)를 제치고 미시시피강을 기준으로 서쪽에서 가장 높은 건물이되었다. 하지만, 2년 후에는 로스앤젤레스의 Aon 센터가 되었다. 지금도 샌프란시스코에서 가장 높은 초고층 빌딩이다. 27층에 있는 전망대는 9·11 테러 이후 폐쇄되었다.

## 같이 보기
- 마천루 목록